# Duck (rivière)
La Duck est une rivière des États-Unis longue de 457 km. Elle est le plus grand cours d'eau entièrement inclus dans l’État du Tennessee. Son cours est libre sur une grande partie de sa longueur, elle possède plus de 50 espèces de coquillages et 151 espèces de poissons ce qui fait d'elle la rivière avec la plus grande biodiversité d'Amérique du Nord.